# André Macanga
André Venceslau Valentim Macanga (Luanda, 14 maggio 1978) è un allenatore di calcio ed ex calciatore angolano.

## Carriera

### Nazionale
Nel 2006 è stato convocato dal CT angolano Luís de Oliveira Gonçalves per i Mondiali in Germania. Ha giocato da titolare le prime due partite. Al minuto 80' del secondo match del girone D, contro il Messico, André è stato espulso e ha saltato il terzo incontro.

### Allenatore
Nel 2016 viene nominato nuovo ct della Nazionale Angolana.

## Palmarès

### Giocatore

#### Competizioni nazionali
- Campionato kuwaitiano: 3

Al-Kuwait: 2005-2006, 2006-2007, 2007-2008
- Kuwait Emir Cup: 1

Al-Kuwait: 2009
- Kuwait Crown Prince Cup: 2

Al-Kuwait: 2008, 2010
- Kuwait Federation Cup: 1

Al-Kuwait: 2009-2010

#### Competizioni internazionali
- Coppa dell'AFC: 1

Al-Kuwait: 2009